# Santiago Vargas Domínguez
Santiago Vargas Domínguez es un físico y astrofísico colombiano. Profesor Asociado de la Universidad Nacional de Colombia. Se ha destacado por sus investigaciones en el campo de la física solar, así como por sus contribuciones a la divulgación y comunicación de la ciencia en medios de comunicación y libros.

## Biografía
Bogotano de nacimiento, Vargas Domínguez estudió física en la Universidad de los Andes en Colombia, donde estuvo vinculado al Grupo de Altas Energías dirigido por el profesor Bernardo Gómez, y posteriormente al área de Astronomía, graduándose en 1999 con un proyecto sobre estrellas de neutrones bajo la supervisión del profesor Benjamín Oostra. Tras recibir el título de Físico, fue docente en la Universidad de Los Andes, Universidad Javeriana, Universidad de América, entre otras. Posteriormente viajó a Europa, donde comenzó su interés por profundizar en estudios en Astrofísica, inicialmente en el área de astropartículas, en el Centro Internacional de Física Teórica (ICTP) en Trieste, Italia. En España realiza una maestría en el Instituto de Astrofísica de Canarias con el Grupo de Población Estelar en Galaxias dirigido por el astrofísico Antonio Aparicio Juan, bajo la dirección de la investigadora Carme Gallart. Continua su formación de posgrado en la misma institución en la línea de heliofísica, realizando el doctorado bajo la dirección de los investigadores Valentín Martínez Pillet y José Antonio Bonet. Su tesis doctoral se desarrolló dentro del proyecto internacional del observatorio solar Sunrise - un telescopio de un metro de diámetro lanzado desde Kiruna (Suecia) en un globo estratosférico para realizar observaciones solares de alta resolución. Trabajó específicamente en el instrumento Imaging Magnetograph eXperiment (IMaX) en el cálculo de aberraciones ópticas y calidad de imagen, y profundizando en el estudio de los flujos de plasma en las regiones activas solares, mediante técnicas de alta resolución para restauración de imágenes, con datos de la Torre Solar Sueca y telescopios espaciales como SOHO y Hinode. Obtuvo el título de doctor (summa cum laude) con mención europea (Doctor Europeus) en 2008.

## Carrera e Investigación
Tras culminar su doctorado, realizó estancias posdoctorales en el Dutch Open Telescope de la Universidad de Ultrecht, el Mullard Space Science Laboratory del University College London, el Departamento de Física de la Universidad de Los Andes, y el Big Bear Solar Observatory del New Jersey Institute of Technology.
A finales del 2014 regresó a Colombia, donde se vinculó al Observatorio Astronómico Nacional de Colombia de la Universidad Nacional de Colombia. Allí imparte cursos de física y astrofísica, y lidera el grupo de investigación en física solar (Group of Solar Astrophysics). Sus líneas actuales de investigación incluyen el estudio de la emergencia de campo magnético solar, las dinámica de la superficie y atmósfera solar, y los fenómenos explosivos en el Sol. Es parte del Grupo de Patrimonio del Observatorio Astronómico Nacional de Colombia que promueve el patrimonio cultural y científico de la institución de ciencia más antigua del país. En la Universidad Nacional de Colombia participa activamente en los programas de Maestría y Doctorado en Ciencias - Astronomía y en la Maestría en Enseñanza de las Ciencias Exactas y Naturales, y también se ha desempeñado como Jefe de Extensión de la Sede Bogotá, y Coordinador de Divulgación y Medios de la Facultad de Ciencias.

## Divulgación y apropiación social de la ciencia
Además de su labor académica e investigativa, Vargas Domínguez se ha dedicado a la divulgación y apropiación social de la ciencia, desde diferentes medios y escenarios. Ha participado en varias iniciativas para acercar la ciencia al público general, como series web, podcasts, columnas semanales para el periódico El Tiempo desde 2014 y libros. También ha sido invitado como conferencista a diversos eventos nacionales e internacionales sobre astronomía y ciencia. Ha desarrollado experiencias pedagógicas y de carácter social, impulsando proyectos de “Astronomía para la Inclusión”, “Astronomía para la Paz”,  “Mujeres y niñas en ciencias” y participado en otros de transferencia de conocimiento a la comunidad, tales como “Espacios de reconocimiento para la Paz”, recorriendo varias regiones del país.  Fue creador del proyecto “Universidad al Barrio” como parte de las iniciativas de extensión de la Universidad Nacional de Colombia, con la cual se llega a población vulnerable.  Participó activamente en establecimiento del equipo NAEC en Colombia, de la Oficina de Astronomía para la Educación en Colombia (OAE), y de la comunidad de astronomía de Colombia (AstroCO) vinculada a la Academia Colombiana de Ciencias Exactas, Físicas y Naturales. En Colombia ha fomentado el conocimiento de las ciencias del espacio, organizando eventos de carácter nacional e internacional, entre los que se destacan “Colombia Espacial”, vinculando a la diáspora colombiana en estos temas, al igual que el acercamiento a la sociedad de los mismos a través de cerca de medio millar de conferencias, libros y más de 400 artículos de opinión en medios masivos de comunicación.

## Libros
Entre sus obras se destacan: 
- Mi Primer Libro del Sol (autor, 2019).[4]
- Mujer es Ciencia (coautor, 2020)
- El Viaje de Juno (coautor, 2022)
- Historias del Cosmos (autor, 2023).
- El Firmamento sobre Colombia (coautor, 2023)

## Membresías y Reconocimientos
Vargas Domínguez es miembro activo de varias sociedades académicas relacionadas con su campo profesional, entre ellas:
- Royal Astronomical Society.
- American Astronomical Society.
- International Astronomical Union.
- Association of Asia-Pacific Physical Societies.
- Comunidad de astrónomos de Colombia (AstroCO).
- World Federation of Science Journalists.
- Asociación Colombiana de Periodismo y Comunicación de la Ciencia.
- National Space Society Colombia.
- Red Latinoamericana de Cultura Científica.
- Red de Pensamiento Latinoamericano en Ciencia, Tecnología y Sociedad (PLACTS).
- Red de Astronomía de Colombia.

Por su trayectoria académica y divulgativa, ha recibido reconocimientos a nivel nacional e internacional, entre los que se encuentran:
- Distinción Investigación Meritoria, Universidad Nacional de Colombia (2024)
- Orden Miguel de Cervantes Saavedra (2022).
- “Ciencia Viral” in the Stay at Home - Media Recognition Award, Online in Latin America (2020).
- Finalista con  Yongaritmo y los Polinomios” en los TAL Awards por la mejor serie web en América Latina (2019).
- Seleccionado en "Science, Engineering and Technology for Britain Competition", organizada por el Comité Parlamentario y Científico, una exhibición en la Cámara de los Comunes con los Miembros del Parlamento Británico (2011).
- Mejor póster en la Ia Jornada d'Innovació en la Investigació (2011).
- Robert Boyd Award for Outstanding Scientific Achievement MSSL, University College London, Reino Unido (2010).
- Mejor póster National Astronomy Meeting Royal Astronomical Society, Glasgow, Reino Unido (2010).
- Science and Technology Council Rolling Grant (2010).

## Arte y Ciencia
De familia cercana a las artes - su abuelo Moisés Vargas fue ganador del VIII Salón Nacional de Artistas de Colombia - se ha interesado por la conexión entre el arte y la ciencia, participando con obras en exposiciones, entre las que se destacan: 
- "Somos hijos del azar", en colaboración con el artista argentino Cesar Núñez (2023).
- Mikrón en Casa Hoffmann (2020).
- Exposición con Grey Cube Project para Artecámara en ArtBo (2017).
- Quanta en Estudio 74 (2017).
- Frecuencias Visibles en el Colombo Americano (2013).

Ha sido invitado como ponente en eventos sobre temas relacionados con arte y ciencia en:
- Grey Cube Project (2021, 2022).
- Museo de Arte de Pereira (2018, 2020).
- Universidad de los Andes (2017).
- Planetario de Bogotá (2016).